# Hoogovenstoernooi 1981
Het Hoogovenstoernooi 1981 was een schaaktoernooi dat plaatsvond in het Nederlandse Wijk aan Zee. Het werd gewonnen door Jan Timman en Gennadi Sosonko.

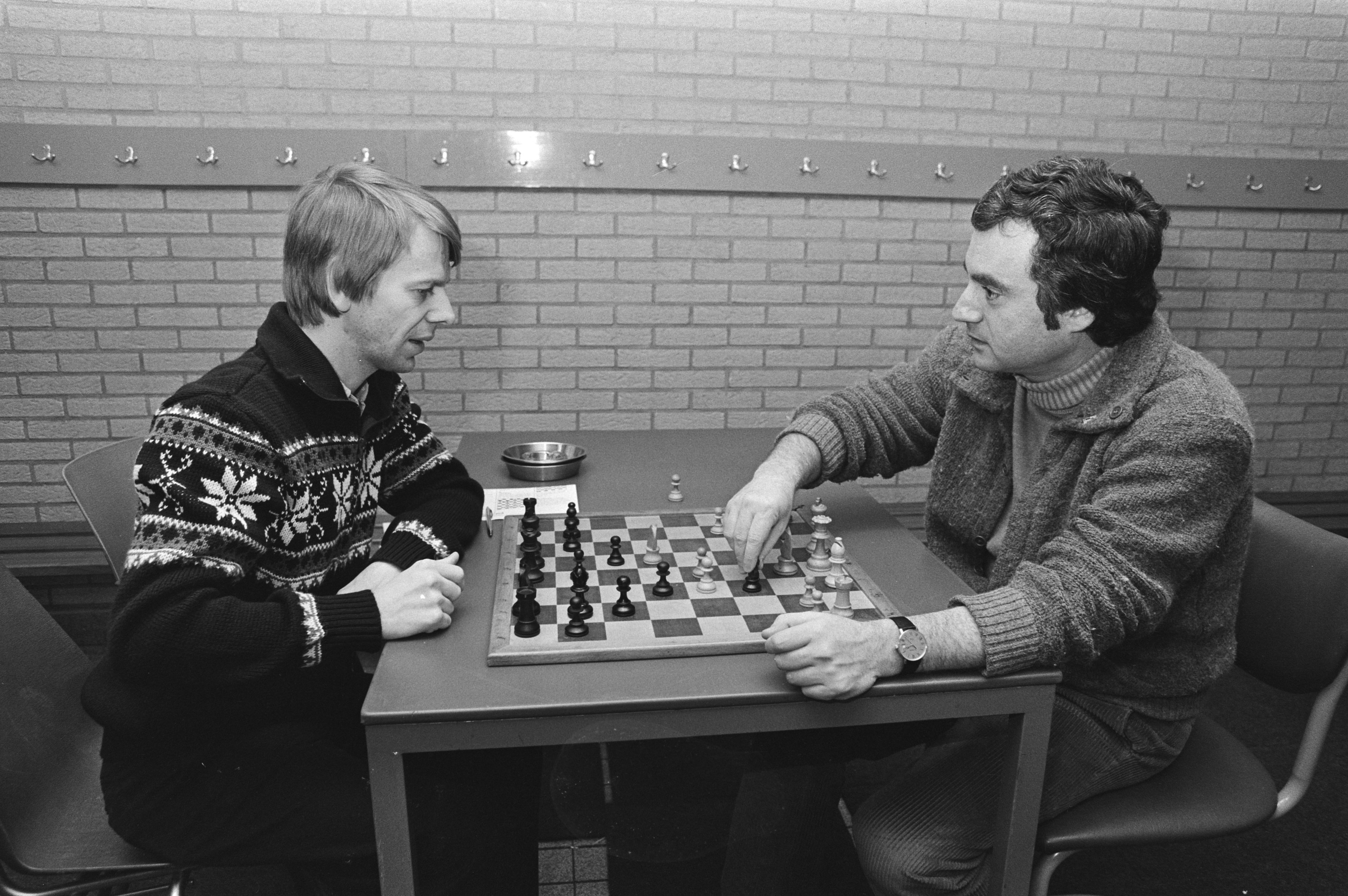
Andersson tegen Sosonko

## Eindstand
| Nr.   | Speler             | Punten |
| ----- | ------------------ | ------ |
| Goud  | Jan Timman         | 8      |
| Goud  | Gennadi Sosonko    | 8      |
| Brons | Jevgeni Svesjnikov | 7      |
| Brons | Mark Tajmanov      | 7      |
| 5     | Walter Browne      | 6½     |
| 6     | Florin Gheorghiu   | 6      |
| 6     | Ulf Andersson      | 6      |
| 6     | Gyula Sax          | 6      |
| 9     | Hans Ree           | 5½     |
| 10    | Anthony Miles      | 5      |
| 11    | Wolfgang Unzicker  | 4½     |
| 11    | Eugenio Torre      | 4½     |
| 13    | Kick Langeweg      | 4      |